# Quentin Skinner
Quentin Robert Duthie Skinner, född 26 november 1940, är professor i modern historia vid University of Cambridge.  
Han var gästprofessor i humanoria vid Queen Mary, University of London under 2007-2008, och professor i samma ämne och universitet efterföljande år.
Skinner är republikan och tackade därför nej till att bli dubbad till riddare i samband med hans utnämning till professor i Cambridge.

## Tänkande

### Det republikanska frihetsbegreppet
I artikeln A Third Concept of Liberty från 2002 undersöker Skinner Isaiah Berlins redogörelse över negativ och positiv frihet, och drar slutsatsen att Berlin har bortsett från ett tredje frihetsbegrepp: det republikanska. Skinner inleder sin artikel med att analysera Gerald McCallums diskussion av frihet. Enligt McCallum har alla frihetsbegrepp en gemensam kärna. Denna består av en treställig relation som inbegriper en agent, hinder och mål, det vill säga agentens frihet från hinder att uppnå sina mål. Andra har haft teorier om frihet men detta är något annat än denna rent begreppsliga analys. Teorierna skiljer sig åt metafysiskt, moraliskt och så vidare. En annan skiljelinje är synen på handlingars signifikans. Han menar att debatten som förs om frihet är en pseudodebatt, eftersom man utger sig för att debattera om begreppet i sig, när det i själva verket handlar om olika underliggande synsätt.
Det finns en viktig skillnad mellan frihet och utövande av frihet. Han menar att anhängare av det positiva frihetsbegreppet vill betona värdet i att utnyttja friheten: att förverkliga sig själv.
Skinner pratar alltså om ett tredje, republikanskt frihetsbegrepp. Detta begrepp var, enligt honom, dominerande från romartiden fram till 1700-talet. Det går ut på att frihet är frånvaro av en viss sorts dominans, nämligen andras godtyckliga dominans. Att vara fri är att inte vara beroende av andras godtycke. En slav kan enligt Skinner exempelvis teoretiskt sett vara positivt och negativt fri, men likväl "republikanskt" ofri.